# Alan Yang
Pour les articles homonymes, voir Yang.
Alan Yang (né le 22 août 1983) est un scénariste, producteur et réalisateur américain. 
De 2009 à 2015, il est scénariste et producteur pour la sitcom de NBC Parks and Recreation. En 2015, il crée avec Aziz Ansari la série Master of None, pour laquelle il remporte le Primetime Emmy Award du meilleur scénario pour une série télévisée comique.

## Biographie
Alan Yang naît à San Bernardino de parents immigrés taïwanais. Il est diplômé en biologie de l'université Harvard.

## Filmographie

### Scénariste
- 2002 : Last Call with Carson Daly (un épisode)
- 2009-2015 : Parks and Recreation (15 épisodes)
- 2014 : Date and Switch (en)
- 2015-2017 : Master of None (20 épisodes)
- 2016 : The Good Place (un épisode)
- 2016 : We Love You
- 2018 : Forever (8 épisodes)
- 2018 : Tigertail

### Réalisateur
- 2009-2015 : Parks and Recreation (2 épisodes)
- 2015-2017 : Master of None (2 épisodes)
- 2016 : The Good Place (un épisode)
- 2018 : Forever (4 épisodes)
- 2018 : Tigertail

### Producteur
- 2025 : Good Fortune d'Aziz Ansari